# وسام جبران
وسام جبران (بالإنجليزية: Wissam Joubran)‏؛(ولد عام 1983م في مدينة الناصرة، في جليل فلسطين التاريخية) مؤلف موسيقي، عازف عود ويعتبر من أحد أهم وأمهر صانعي الأعواد في العالم.

## حياته
وسام، الابن الثالث لعائلة (حاتم مبداجبران)، بعد شقيقه الأكبر (سمير)، وقبل شقيقه الأصغر (عدنان)، إلى جانب شقيقته سهى. ولد في الناصرة سنة 1983، في عائلة لها تاريخ فني عريق، حيث ان الوالد واحد من أمهر صانعي الأعواد في فلسطين والعالم العربي، والأم (ابتسام حنا) منشدة سابقة للموشحات. وسام اظهر الموهبة الموسيقية في وقت مبكر من حياته، في الخامسة من العمر كان اللقاء الطري الأول بين انامله وبين الأخشاب، وفي السادسة أنتجت الأنامل الصغيرة آلة موسيقية، بدائية بالضرورة.
وسام بدأ في تعلم العزف على الكمان في السادسة من العمر، ومن ثم انتقل على آلة العود.
في عام 2002 سافر إلى إيطاليا ودخل أرقى وأهم معاهد العالم المختصة في صناعة الآلات الموسيقية وتحديدا الكمان «أنطونيو ستراديفاري» في إيطاليا.
في العام2003، حاز وسام على درجة الامتياز من المعهد، لدقة فنيته وإبداعه الذي أدهش جميع النقاد والعازفين.

## ألبوماته الموسيقية
- تماس 2002
- رندنة 2004
- مجاز 2007
- في ظل الكلام 2009
- الرحلة الأخيرة 2009

## وصلات خارجية
- وسام جبران على موقع ميوزك برينز (الإنجليزية)
- وسام جبران على موقع ديسكوغز (الإنجليزية)

- موقع وسام جبران الرسمي
- الثلاثي جبران
- موسيقى «هوس» من ألبوم رندنة
- موسيقى «مسار» من ألبوم مجاز